# John Adams Whipple

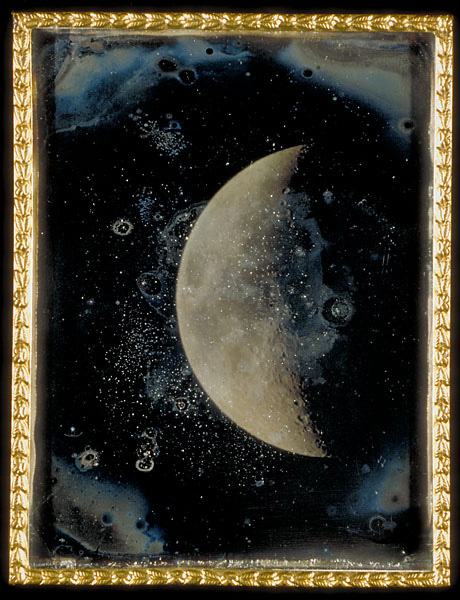
Dagerotyp Księżyca autorstwa Johna Adamsa Whipple'a

John Adams Whipple (ur. 10 września 1822 w Grafton w Massachusetts, zm. 10 kwietnia 1891 w Cambridge) – amerykański wynalazca, fotograf i pionier fotografii nocnej. Jako pierwszy w Stanach Zjednoczonych wyprodukował substancje chemiczne używane w dagerotypach. Otrzymał nagrodę za jedne z najwcześniejszych fotografii Księżyca, a także był pierwszym, który sfotografował gwiazdy inne niż Słońce (Wegę i gwiazdę wielokrotną – Kastor).